# Ottokar Blaha
Ottokar Blaha (* 30. Dezember 1912 in Agram; † 3. Juli 1997 in Salzburg) war ein österreichischer Philosoph.
Blaha war Professor für Philosophie an der Universität Salzburg. Seine 1966 von der Universität Salzburg angenommene Habilitationsschrift untersuchte die Ontologie Kants.

## Veröffentlichungen
- Die Ontologie Kants. Ihr Grundriss in der Transzendentalphilosophie. Salzburg/München 1967.
- Das unmittelbare Wissen, insbesondere um die materielle Aussenwelt. Wien 1959.
- Logische Wirklichkeitsstruktur und personaler Seinsgrund. Zur Ontologie der Universalien, Sachverhalte und Seinsschichten. Graz u. a. 1955.